# La Japonaise
La Japonaise est un tableau réalisé par Claude Monet en 1876. Cette huile sur toile est un portrait en pied de Camille Monet, l'épouse de l'artiste, alors qu'elle se tient en kimono rouge, avec en main un éventail, devant un mur où plusieurs autres sont accrochés. Exposée à la deuxième exposition des impressionnistes en 1876 à Paris, cette œuvre témoin du japonisme est conservée depuis 1956 au musée des Beaux-Arts de Boston, dans le Massachusetts, aux États-Unis.